# Shackle Island
Shackle Island – jednostka osadnicza w Stanach Zjednoczonych, w stanie Tennessee, w hrabstwie Sumner.